# ProCredit Holding
Це стаття про міжнародну фінансову групу, якщо ви шукаєте про однойменний банк в Україні який входить у цю групу, див. статтю ПроКредит Банк (Україна).
ProCredit Holding — німецька міжнародна фінансова холдингова компанія зі штаб-квартирою у Франкфурт-на-Майні. Заснована у 1998 році. Веде свою діяльність у 19 країнах з перехідною економікою та таких що розвиваються у Східній Європі, Латинській Америці та Африці. ПроКредит Банки у цих країнах надають фінансові послуги дуже малому, малому, середньому бізнесу і широким верствам населення. Бізнес-модель холдингу ґрунтується на соціально-відповідальному банкінгу та надані прозорих, ефективних та прибуткових фінансових послуг клієнтам.
ПроКредит Холдинг має рейтинг інвестиційного рівня «BBB-» від рейтингового агентства «Fitch». Станом на кінець 2011 року власний капітал групи ПроКредит становив 469 млн євро, сукупні активи – 5,5 млрд євро.

## Структура Власництва
Станом на 01.10.2014, ProCredit Holding має наступних акціонерів:
- Internationale Projekt Consult GmbH (IPC) — 17,7%
- KfW — 13,6%
- DOEN Stichting (Нідерландський фонд) — 13,3%
- Міжнародна фінансова корпорація (IFC) — 10,3%
- 11 юридичних осіб — 45% (частка кожного з них не перевищує 10%)

## Банки групи ПроКредит
Банки що входять у ProCredit Holding представлені у 19 країнах. У всіх, крім Румунії і України, холдинг є мажоритарним власником (більш ніж 50% акцій).
| Країна               | Банк                      | Власник                                                | Вебсайт                                                              |
| -------------------- | ------------------------- | ------------------------------------------------------ | -------------------------------------------------------------------- |
| Албанія              | ProCredit Bank            | 80% ProCredit Holding 20% Commerzbank                  | procreditbank.com.al [Архівовано 23 січня 2015 у Wayback Machine.]   |
| Вірменія             | ProCredit Bank            | 68,5% ProCredit Holding 14,9% KfW 16,7% ЄБРР           | procreditbank.am [Архівовано 17 січня 2015 у Wayback Machine.]       |
| Болівія              | Banco Los Andes ProCredit | 99,96% ProCredit Holding                               | losandesprocredit.com.bo                                             |
| Боснія і Герцеговина | ProCredit Bank            | 93,3% ProCredit Holding 6,7% Commerzbank               | procreditbank.ba [Архівовано 9 червня 2016 у Wayback Machine.]       |
| Болгарія             | ProCredit Bank            | 80,3% ProCredit Holding 19,7% Commerzbank              | procreditbank.bg [Архівовано 23 січня 2015 у Wayback Machine.]       |
| Колумбія             | Banco ProCredit           | 90,2% ProCredit Holding 9,8% Andere                    | bancoprocredit.com.co [Архівовано 18 грудня 2014 у Wayback Machine.] |
| ДР Конго             | ProCredit Bank            | 65,5% ProCredit Holding 12,0% KfW 7,5% DOEN Stichting  | procreditbank.cd [Архівовано 23 січня 2015 у Wayback Machine.]       |
| Еквадор              | Banco ProCredit           | 93,1% ProCredit Holding 6,9% DOEN Stichting            | bancoprocredit.com.ec [Архівовано 23 січня 2015 у Wayback Machine.]  |
| Сальвадор            | Banco ProCredit           | 99,7% ProCredit Holding 0,3% Fundsal                   | bancoprocredit.com.sv                                                |
| Грузія               | ProCredit Bank            | 100% ProCredit Holding                                 | procreditbank.ge [Архівовано 1 січня 2015 у Wayback Machine.]        |
| Німеччина            | ProCredit Bank            | 100% ProCredit Holding                                 | procreditbank.de [Архівовано 21 грудня 2014 у Wayback Machine.]      |
| Косово               | ProCredit Bank            | 83,3% ProCredit Holding 16,7% Commerzbank              | procreditbank-kos.com                                                |
| Північна Македонія   | ProCredit Bank            | 87,5% ProCredit Holding 12,5% ЄБРР                     | procreditbank.com.mk [Архівовано 23 січня 2015 у Wayback Machine.]   |
| Мексика              | ProCredit                 | 89,4% ProCredit Holding 1,2% DOEN Stichting            | procredit.com.mx                                                     |
| Молдова              | ProCredit Bank            | 82,09%ProCredit Holding 14,1% KfW 3,81% DOEN Stichting | procreditbank.md [Архівовано 6 лютого 2015 у Wayback Machine.]       |
| Нікарагуа            | Banco ProCredit           | 91,83% ProCredit Holding 8,12% DOEN Stichting          | procredit.com.ni [Архівовано 4 вересня 2014 у Wayback Machine.]      |
| Румунія              | ProCredit Bank            | 32,2% ProCredit Holding 21% Commerzbank 5% IPC         | procreditbank.ro [Архівовано 23 січня 2015 у Wayback Machine.]       |
| Сербія               | ProCredit Bank            | 83,3% ProCredit Holding 16,7% Commerzbank              | procreditbank.rs [Архівовано 23 січня 2015 у Wayback Machine.]       |
| Україна              | ProCredit Bank            | 45,7% ProCredit Holding 39,1% KfW 15,2% ЄБРР           | procreditbank.com.ua [Архівовано 23 січня 2015 у Wayback Machine.]   |

### ПроКредит Банк Україна
В Україні ПроКредит Банк розпочав свою діяльність в лютому 2001 року як банк, що надає кредити представникам мікро-, малого- і середнього бізнесу. Головний офіс розташований у м. Київ. До осені 2003 року, банк називався «Мікрофінансовий Банк». Зміна назви була пов’язана з рішенням його акціонерів об’єднати під одним ім’ям мережу банків ProCredit Holding. ПроКредит Банк входить до групи середніх банків в Україні за класифікацією НБУ.